# Celvrij foetaal DNA
Celvrij foetaal DNA (Engels: cffDNA of cell-free fetal DNA) is foetaal DNA dat vrij in de maternale bloedstroom circuleert. Ten behoeve van prenatale diagnostiek kan zo, door bloedafname bij de moeder, DNA van de foetus verkregen worden. Op die manier hoeft de vruchtzak niet aangeprikt te worden, hetgeen een risico op een miskraam vermindert.
Het cffDNA is afkomstig van placentale trofoblasten (cellen die aan het oppervlak liggen van de placenta). De cffDNA-fragmenten zijn met een gemiddelde lengte van 200 basenparen significant korter dan de maternale DNA-fragmenten. Vele scheidingsprotocollen maken dan ook van dit lengteverschil gebruik om foetaal en maternaal DNA van elkaar te scheiden. Ongeveer 2 tot 6% van het DNA in het maternale bloed zou van foetale oorsprong zijn. Vanaf 4 weken zwangerschap kan het cffDNA in het bloed van de moeder aangetoond worden. De concentraties stijgen in de loop van de zwangerschap, en dalen weer scherp na de geboorte. Al na 2 uur is geen cffDNA meer aantoonbaar.
Het foetale DNA is niet alleen aantoonbaar, ook is het mogelijk de chromosomale herkomst vast te stellen.  Daarmee wordt het mogelijk om aangeboren afwijkingen die het gevolg zijn van een niet normaal aantal chromosomen (zoals het syndroom van Down) vast te stellen zonder dat daarvoor de toch altijd met een zeker risico omgeven vruchtwaterpunctie noodzakelijk is.  In Nederland wordt eerst een beoordeling door de IGZ afgewacht voor dit soort onderzoek als diagnosemethode geaccepteerd wordt, in België is deze NIPT-methode inmiddels wel in gebruik.